# Alexandria (Luizjana)
Alexandria – miasto w Stanach Zjednoczonych w stanie Luizjana, siedziba parafii Rapides, położone nad rzeką Red River.
- Liczba ludności: 123.211 (2000)
- Powierzchnia: 69,9 km²
- Położenie geograficzne: 31° 17′ N 92° 27′ W

Ośrodek hodowli bydła i przemysłu mięsnego. Ośrodek wypoczynkowy. W mieście rozwinął się przemysł drzewno-papierniczy oraz chemiczny. Uniwersytet; w XVIII wieku, prawa miejskie od 1819 r.

## Kościoły i związki wyznaniowe
Spis na 2010 rok, obejmuje aglomeracje miasta:
- Południowa Konwencja Baptystyczna: 53 584 członków w 121 zborach   0,23%
- Kościół katolicki: 21 680 członków w 23 kościołach   0,05%
- Protestantyzm bezdenominacyjny: 9040 członków w 19 zborach
- Zjednoczony Kościół Metodystyczny: 4931 członków w 25 zborach   1,8%
- Zjednoczony Kościół Zielonoświątkowy: 27 zborów
- Narodowa Konwencja Baptystyczna Ameryki: 2031 członków w 4 zborach
- Narodowa Konwencja Baptystyczna USA: 2 tys. członków w 8 zborach
- Kościół episkopalny: 1097 członków w 5 zborach   1,1%
- Kościoły Chrystusowe: 1088 członków w 16 zborach   2,5%
- Kościół Jezusa Chrystusa Świętych w Dniach Ostatnich: 1043 członków w 2 świątyniach   5,2%
- Zbory Boże: 825 członków w 8 zborach   0,9%
- Kościół Adwentystów Dnia Siódmego: 803 członków w 3 zborach   1,4%